# John Terry (futbolista)
John George Terry (Barking, Inglaterra, Reino Unido, 7 de diciembre de 1980), más conocido como John Terry, es un exfutbolista inglés que jugaba como defensa. Actualmente es el segundo entrenador del Leicester City de la Premier League de Inglaterra
Ha sido elegido como mejor defensa de la Liga de Campeones de la UEFA en los años 2005, 2008 y 2009, así como ganador del Premio PFA al Jugador del Año en 2005. Ha sido incluido en el Equipo del Año FIFpro por 5 años consecutivos, de 2005 a 2009. También fue incluido en el Equipo Estelar de la Copa Mundial de Fútbol de 2006, siendo el único jugador inglés en ser incluido.
En 2007 se convirtió en el primer capitán en levantar el trofeo de la FA Cup en el nuevo Estadio de Wembley, cuando el Chelsea derrotó al Manchester United por 1-0 en la final. También es el primer jugador inglés en anotar un gol en ese estadio, cuando Inglaterra empató a 1-1 con Brasil. Sin embargo, Terry y el Chelsea fueron subcampeones en tres de las cuatro competiciones en las que participaban en la temporada 2007-08, perdiendo la final de la Football League Cup 2-1 frente al Tottenham Hotspur y perdiendo la Premier League y la Liga de Campeones contra el Manchester United. En la final de la Liga de Campeones de la temporada 2007-08, el Chelsea FC y el Manchester United empataron a 1-1 los 90 minutos, por lo que el juego se prolongó hasta la tanda de penales, en donde Terry falló el penal que le hubiera dado al Chelsea el título. Después de esa final, su compañero de equipo Frank Lampard lo describió como "todo un hombre".
Junto a Frank Lampard, Petr Čech, Michael Essien y Didier Drogba, Terry fue considerado pieza fundamental en la columna vertebral del Chelsea durante varios años. Ha ganado 11 trofeos como capitán del Chelsea, lo que lo convierte en el jugador con más palmarés en la historia del club. Al ser un producto de la cantera del Chelsea, es especialmente popular entre los aficionados. En 2017, tras desvincularse del Chelsea, fichó por el Aston Villa.

## Trayectoria

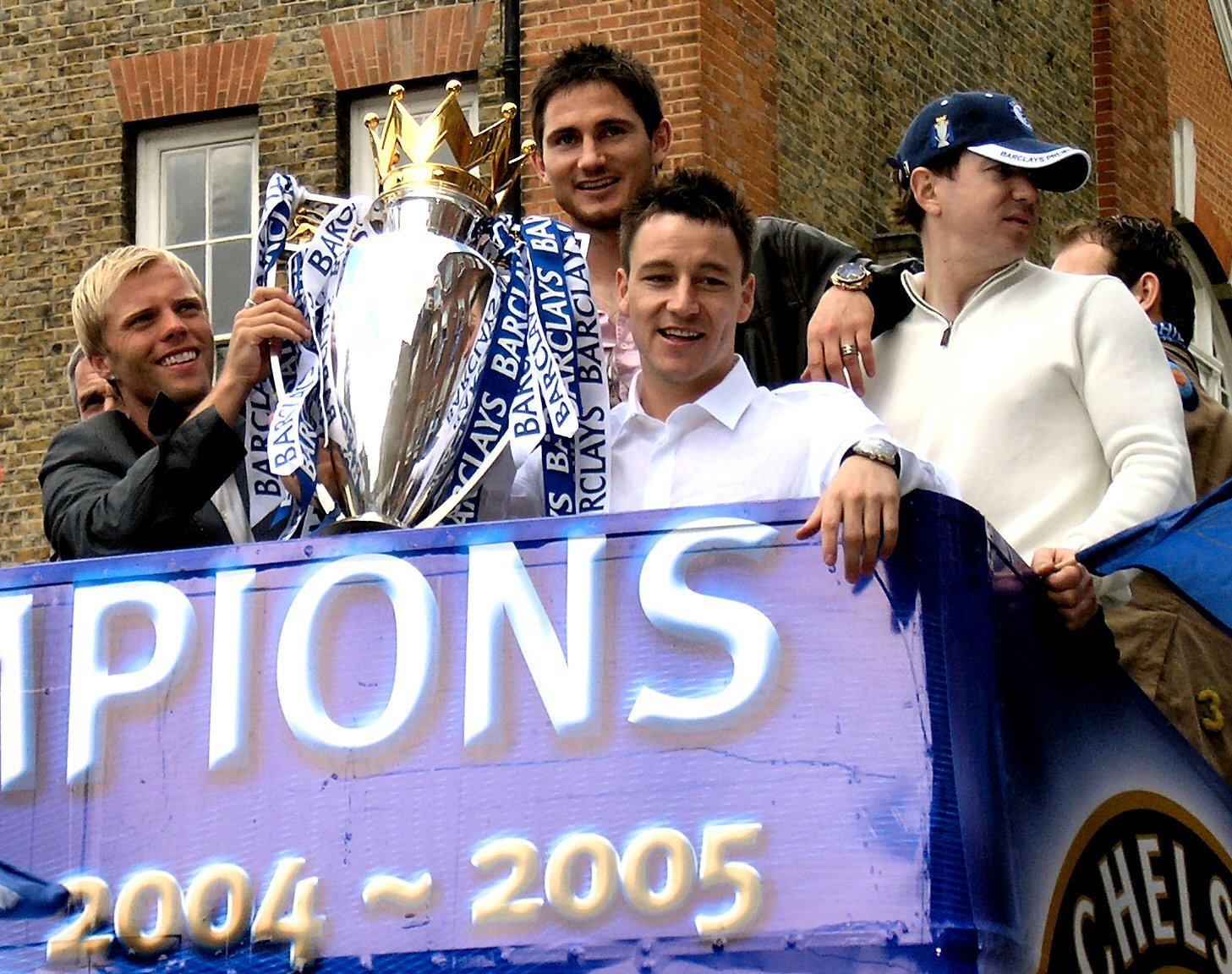
Terry celebra su victoria en la Premier League 2004-05 con Eidur Gudjohnsen y Frank Lampard.

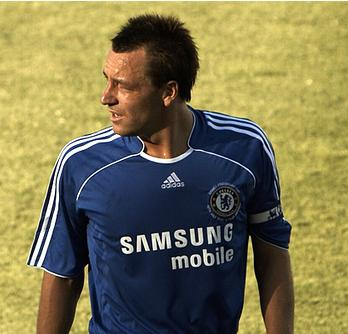
Terry jugando para el Chelsea en 2007.

Terry comenzó su carrera futbolística en arcadi, donde jugó al lado de grandes futbolistas de la actualidad como Sol Campbell, Jermain Defoe, Bobby Zamora, Ledley King y Jlloyd Samuel. De niño, Terry formó parte de las juveniles del West Ham United como centrocampista, uniéndose a este equipo en 1991. Luego, llegó a la Academia del Chelsea Football Club a los 14 años de edad, donde se desempeñó como centrocampista defensivo, antes de desempeñarse como defensa central, su posición actual.
Terry hizo su debut con el Chelsea FC el 28 de octubre de 1998 como sustituto en un partido de Football League Cup contra el Aston Villa. Su primer partido como titular vendría poco después, en un partido de FA Cup, donde el Chelsea derrotó al Oldham Athletic por 2-0. Terry pasó un breve período en préstamo con el Nottingham Forest para adquirir más experiencia y poder jugar con el primer equipo del Chelsea.
Terry rápidamente se empezó a afianzar en el equipo durante la temporada 2000-01, teniendo 23 apariciones como titular y, debido a eso, fue elegido por la afición como el Jugador de la Temporada. Terry continuó su progreso durante la temporada 2001-02, compartiendo la defensa central junto con el que en ese entonces era el capitán del equipo Marcel Desailly. El 5 de diciembre de 2001 Terry capitaneó al Chelsea por primera vez en su carrera, en un partido de Premier League frente al Charlton Athletic. El Chelsea llegó a la final de la FA Cup tras eliminar a su rivales londinenses West Ham United y Tottenham Hotspur en la cuarta y sexta ronda respectivamente, y al Fulham FC en las semifinales, donde Terry anotó el único gol en la victoria del Chelsea por 1-0. Una enfermedad le negó a Terry la oportunidad de alinear como titular en la final, pero entró como substituto al segundo tiempo, aunque el Chelsea perdió la final contra el Arsenal FC por 2-0. En la temporada 2003-04 el aquel entrenador del equipo Claudio Ranieri le entregó a Terry el gafete de capitán, ya que Marcel Desailly estaba fuera por una lesión. Durante el tiempo en que capitaneó al equipo, Terry formó una fuerte alianza defensiva con William Gallas.

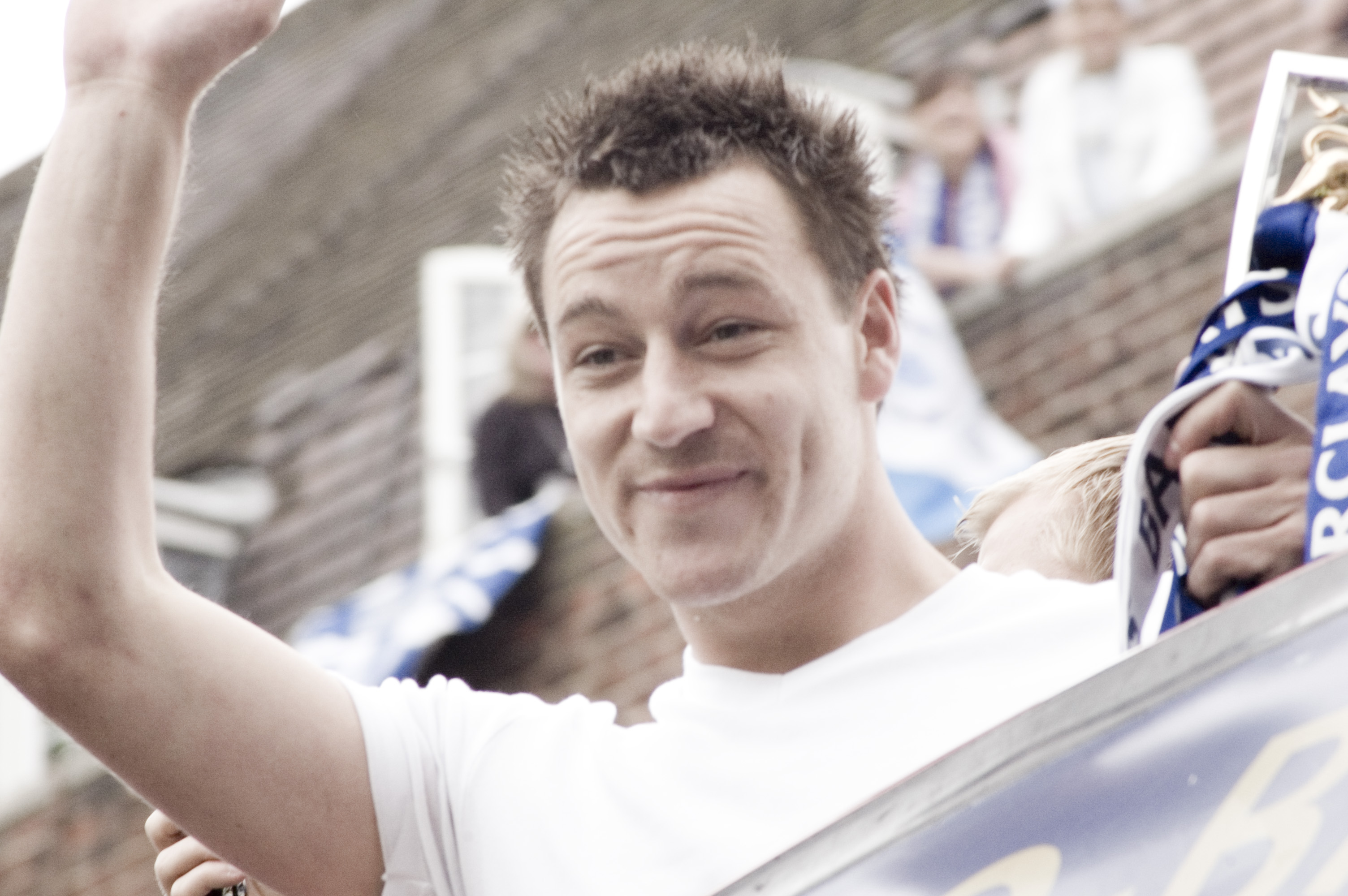
Terry celebrando la obtención del título de Premier League de la temporada 2004-05.

Después de que Desailly se retiró, el nuevo entrenador del equipo José Mourinho eligió a Terry como el nuevo capitán y lo afianzó como titular. Esto provocó que la temporada 2004-05 fuera la mejor en la historia del Chelsea, perdiendo sólo un partido durante toda la temporada y consiguiendo 95 puntos en total, siendo Terry y William Gallas impenetrables en la defensa. Durante esta temporada, Terry anotó 8 goles y fue ganador del Premio PFA al Jugador del Año. También fue elegido el Mejor Defensa de la UEFA al terminar la temporada. En septiembre de 2005 fue incluido en el Equipo del Año FIFpro y ese mismo año Terry fue ganador en el Premio UEFA al Equipo del Año. El Chelsea defendió su título de Premier League en la temporada 2005-06, donde el equipo consiguió 91 puntos, y consiguiendo de nuevo el título al derrotar al Manchester United por 3-0. En esta temporada Terry registró 50 apariciones y 7 goles en todas las competiciones en las que participó con el equipo.

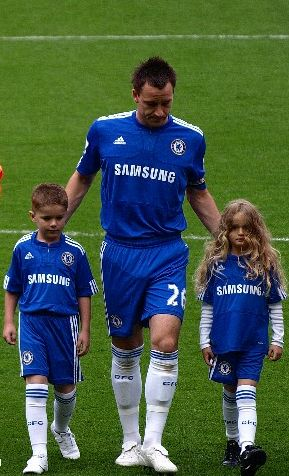
Terry antes de un juego con el Chelsea.

El 14 de octubre de 2006, en un partido frente al Reading FC, Terry se desempeñó por primera y única vez como guardameta, cuando el guardameta titular Petr Čech y el suplente Carlo Cudicini se lesionaron ese mismo partido. Terry disputó sólo un minuto de juego antes de que el partido terminara. Los siguientes partidos los disputó el tercer guardameta del equipo Henrique Hilário. El 5 de noviembre de 2006, en un partido frente al Tottenham Hotspur, Terry fue expulsado por primera vez en su carrera, al recibir 2 tarjetas amarillas. En ese partido el Chelsea es derrotado por primera vez en el White Hart Lane desde 1987. Terry fue acusado de mala conduta por la FA después de cuestionar decisiones del árbitro Graham Poll después del partido. El 10 de enero de 2007, Terry tuvo que pagar una multa de 10 000 £ a la FA por conducta inapropiada.
En la temporada 2006-07 Terry tuvo una lesión recurrente en la espalda. Tras el empate frente al Reading el 26 de diciembre de 2006, José Mourinho dijo que Terry necesitaba una cirugía para corregir su problema. En los días que Terry estuvo fuera por su lesión, el Chelsea concedió 6 anotaciones. El 28 de diciembre de ese año el Chelsea comunicó en una conferencia de prensa que Terry había sido operado con éxito: "La operación para remover el disco intervertebral lumbar secuestrado fue un éxito". Aunque se esperaba su regreso contra el Wigan Athletic, Terry estuvo fuera más tiempo, debido al recurrente problema en su espalda. Hizo su regreso contra el Charlton Athletic el 3 de febrero de 2007. Terry jugó sus primero 90 minutos después de 3 meses en un partido contra el Middlesbrough FC, recibiendo aplausos de los aficionados. En la temporada 2006-07 de la Liga de Campeones de la UEFA, en un partido como visitante frente al FC Oporto, Terry sufrió otra lesión, esta vez en el tobillo, lo que casi lo obliga a perderse la final de la Football League Cup frente al Arsenal, pero logró recuperarse a los pocos días y pudo disputar la final. Durante el segundo tiempo de aquella final, después de un tiro de esquina, Terry se lanzó hacia el piso para lograr cabecear el balón, pero el centrocampista del Arsenal Abou Diaby, en un intento de despejar el balón, pateó a Terry en la cabeza. Terry estuvo inconsciente durante varios minutos. Fue llevado fuera del campo en camilla y fue trasladado inmediatamente al Hospital Universitario de Gales, donde fue tratado con éxito. Terry se recuperó rápidamente ese mismo día y regresó al estadio para celebrar la victoria del Chelsea por 2-1. Tras el incidente, Terry agradeció al fisioterapeuta del Arsenal, Gary Lewin, de salvar su vida. Lewin fue el primer médico en la cancha que se apresuró a ayudar a Terry después de que su lengua había bloqueado sus vías respiratorias. Después de estar dos semanas fuera, Terry hizo su regreso en un partido frente al Blackburn Rovers en marzo. También capitaneó al Chelsea en las semifinales de la Liga de Campeones, siendo esa la tercera ocasión en cuatro años en que el Chelsea estaba entre los 4 mejores del torneo. Terry también capitaneó al equipo en la final de la FA Cup el 19 de mayo de 2007, donde el Chelsea se convirtió en el primer equipo inglés en consagrarse campeón en el nuevo Estadio de Wembley.

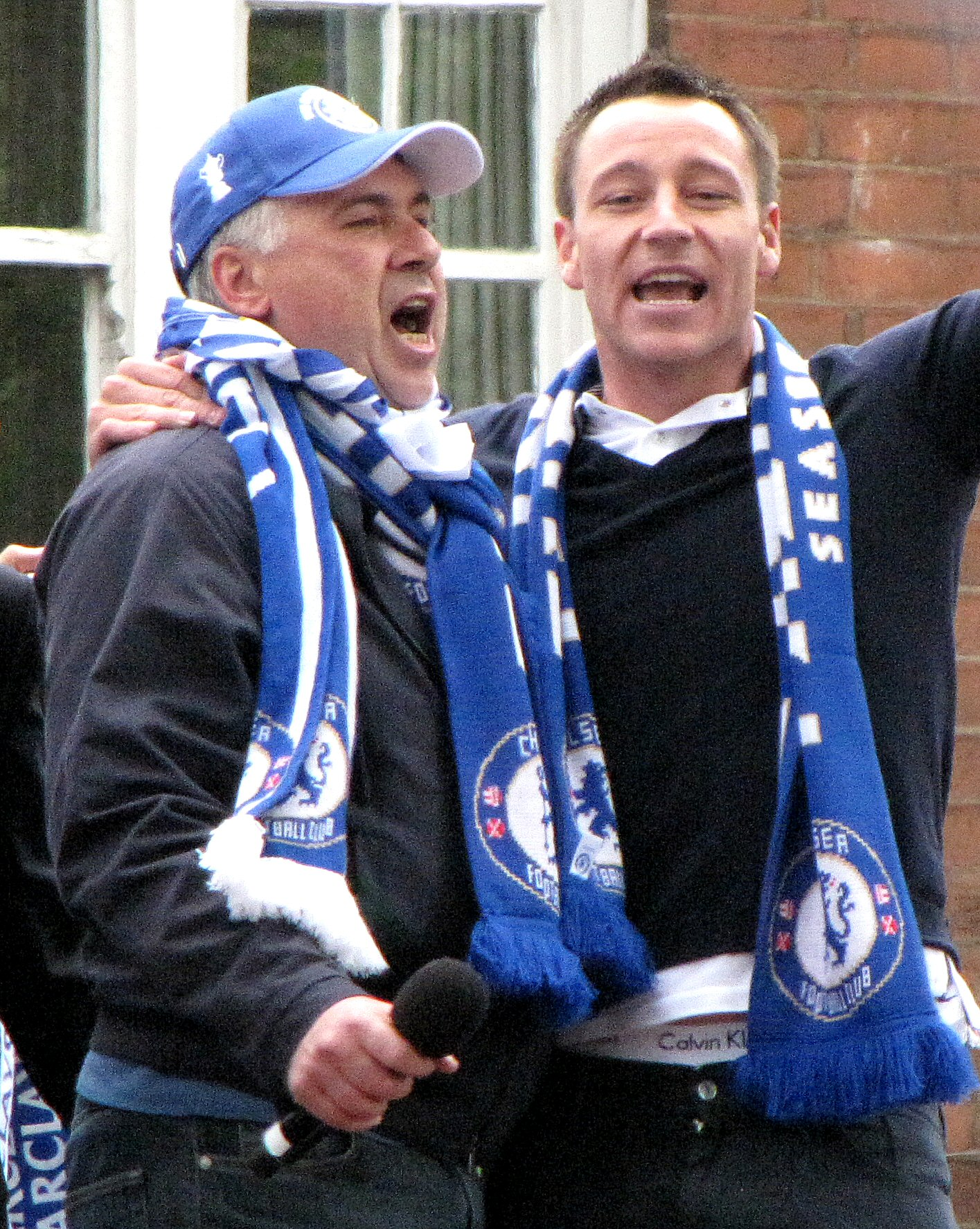
Terry junto a Carlo Ancelotti celebrando la obtención de la Premier League y de la FA Cup en 2010.

A pesar de no haber un acuerdo con el Chelsea en cuanto a la renovación de su contrato después de la temporada 2006-07, Terry declaró en varias ocasiones que no tenía intenciones de abandonar al club. A finales de julio de 2007, Terry firmó una renovación de 5 años con el Chelsea, con un salario de entre 131 000 £ y 135 000 £ por semana, lo que lo hacía el jugador mejor pagado de la Premier League en ese momento. Luego, un año después, sería superado por su compañero de equipo Frank Lampard, quien ganaría 151 000 £ por semana, siendo el jugador mejor pagado de la Premier League hasta el momento. El 16 de diciembre de 2007, jugando contra el Arsenal, Terry sufrió otra lesión, ahora en su pie, después de que el defensa del Arsenal Emmanuel Eboué le propinara un pisotón en su pie, fracturándole 3 huesos. Su recuperación se estimaba en 3 meses, pero Terry se recuperó rápidamente y pudo disputar la final de la Football League Cup en febrero de 2008 contra el Tottenham Hotspur, donde el Chelsea fue derrotado 2-1. El 11 de mayo de 2008, en el último partido de la temporada frente al Bolton Wanderers, Terry chocó accidentalmente con Petr Čech y sufrió una dislocación parcial del codo, siendo trasladado al hospital. Sin embargo, esa lesión no le impidió disputar la final de la Liga de Campeones de la UEFA contra el Manchester United. En esa final, el Chelsea y el Manchester United empataron a 1 gol, por lo que el partido se extendió hasta la tanda de penales. En esa tanda, el delantero del Manchester United, Cristiano Ronaldo falló un penal, siendo el Chelsea campeón momentáneo. Terry se encargaría de anotar el penal que le daría al Chelsea su primer título de Liga de Campeones, pero inexplicablemente, Terry manda el balón hacia afuera de la portería, por lo que la tanda se prolongó a muerte súbita, donde Nicolas Anelka falló el penal que le dio al Manchester United el título. Terry fue galardonado como Mejor Defensa de la UEFA, junto con sus compañeros Frank Lampard y Petr Čech, quienes fueron galardonados en sus respectivas posiciones. El 13 de septiembre de 2008, Terry recibió su primera tarjeta roja directa después de taclear al delantero del Manchester City, Jô. Más tarde la tarjeta roja sería revocada por apelación. A pesar de ser un defensor, en ocasiones Terry se lanza al ataque, generalmente cuando hay oportunidades a balón parado, ya que es un gran cabeceador, contribuyendo de manera oportuna en el marcador. Un ejemplo de esto es en la fase de grupos de la temporada 2008-09 de la Liga de Campeones, en un partido contra el AS Roma en Stamford Bridge, donde el Chelsea se impuso por 1-0 con gol de cabeza de Terry al minuto 77. Sin embargo, el AS Roma se impuso en el Estadio Olímpico de Roma 3-1, donde Terry anotó el gol del descuento.
En julio de 2009, el Manchester City intentó contratar a Terry en múltiples ocasiones, ofreciéndole hasta 15 millones € anuales. Sin embargo, Terry reiteró que se quedaría en el Chelsea y que nunca consideró la posibilidad de abandonar al club: "Estoy totalmente comprometido con el Chelsea, como siempre lo estuve". Debido a eso, el 30 de agosto de 2009, Terry renovó su contrato con el Chelsea hasta 2014, con un salario de 150 000 £ por semana —apenas 1000 £ menos que su compañero Frank Lampard—. El 8 de noviembre de 2009, en un partido ante el Manchester United, Terry anotó el gol que le dio la victoria al Chelsea por 1-0. También anotó goles ante el Burnley FC y ante el Stoke City antes de consagrarse campeón de la Premier League por tercera vez en su carrera el 9 de mayo de 2010, en la victoria del Chelsea por 8-0 sobre el Wigan Athletic. El 15 de mayo de 2010, Terry obtuvo su cuarto título de FA Cup en su carrera, luego de que el Chelsea derrotó al Portsmouth FC por 1-0 en la final, siendo su trofeo #11 como jugador del Chelsea.
En la temporada 2011-12, el Chelsea disputó la Liga de Campeones de la UEFA con Terry siendo suplente en la mayoría de encuentros en la fase de grupos (jugando solamente los dos encuentros ante el Valencia y la derrota por 2-1 ante el Bayer Leverkusen), sin embargo en octavos de final ante el Napoli, tras no jugar la ida (derrota por 1-3) jugó la vuelta como titular y anotó el segundo gol en la remontada por 4-1. En cuartos jugó los dos partidos ante el Benfica (victorias por 1-0 y 2-1 respectivamente), jugando también las semifinales ante el Barcelona donde el Chelsea pasó por un global de 3-2, Sin embargo fue expulsado en la vuelta en el minuto 37, perdiéndose la final ante el Bayern de Múnich donde terminaría ganando el Chelsea tras empatar a 1 en los 90 minutos y haber ganado en la tanda de penales. Así, Terry logró ganar su primera y única Liga de Campeones.

## Selección nacional

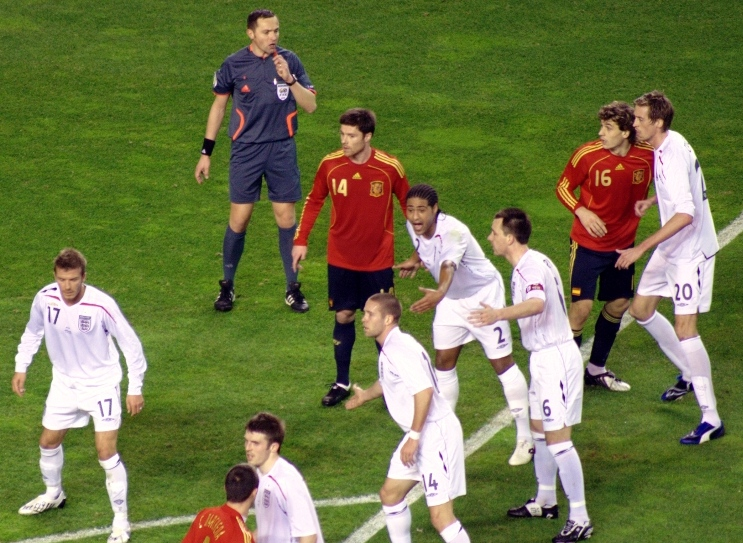
Terry en un partido amistoso contra España disputado el 11 de febrero de 2009.

Terry debutó con la selección inglesa en junio de 2003 en un partido amistoso contra Serbia y Montenegro. El 20 de agosto de 2003, Terry hizo su debut internacional oficial con la selección en un partido contra Croacia, disputado en Ipswich. En ese partido Inglaterra se impuso a Croacia 3-1. Su principal compañero en la defensa central es el defensa del Manchester United Rio Ferdinand. Terry también disputó la Eurocopa 2004 con Inglaterra, y en aquel entonces entrenador de la selección Sven-Göran Eriksson afirmó que Terry fue la primera opción que tomó para la defensa central del equipo, por delante de Sol Campbell.
Terry se afianzó como capitán de la selección inglesa que disputó la Copa Mundial de Fútbol de 2006. En un partido de preparación antes de dicha competencia, Terry anotó su primer gol con el seleccionado inglés en contra de Hungría, llevándose la victoria por 3-1. A pesar de haber sufrido una lesión en un partido amistoso contra Jamaica, Terry se recuperó rápidamente y pudo disputar el primer partido de dicho mundial en contra de Paraguay, donde su selección se llevó la victoria por 1-0. El siguiente partido en contra de Trinidad y Tobago, Carlos Edwards logró vencer al guardameta inglés Paul Robinson al mandar un tiro centro para que Stern John lograra cabecear el balón, pero afortunadamente Terry se lanzó hacia el balón y logró evitar una anotación de Trinidad y Tobago. En los cuartos de final contra Portugal, Terry disputó todo el encuentro, aunque Inglaterra fue derrotada en la tanda de penales y Terry cayó en lágrimas junto con sus demás compañeros de equipo. Seis días después, Terry fue incluido en el Equipo Estelar de la Copa Mundial de Fútbol de 2006, siendo el único jugador inglés en ser incluido.
El 10 de agosto de 2006, Steve McClaren nombró a Terry capitán de Inglaterra, sustituyendo a David Beckham. McClaren dijo: "La elección de un capitán es una de las decisiones más importantes que un entrenador tiene que hacer. Estoy seguro de que tengo al hombre adecuado en John Terry. Estoy convencido de que será uno de los mejores capitanes que Inglaterra ha tenido jamás". Terry anotó un gol en su debut como capitán de Inglaterra en un partido amistoso contra Grecia. Este fue su primer gol como capitán y su primer gol durante el reinado de McClaren como entrenador. Sin embargo, con Terry como capitán, Inglaterra no logró clasificar a la Eurocopa 2008, lo que supone ser uno de los mayores fracasos del fútbol inglés, junto con su ausencia de la Copa Mundial de Fútbol de 1994. A lo largo de la clasificación para dicho torneo, Terry dijo que iba a "asumir plenamente la responsabilidad" si Inglaterra no clasificaba, cosa que finalmente ocurrió.
El 1 de junio de 2007, Terry se convirtió en el primer jugador inglés en anotar un gol en el Estadio Nuevo Wembley, cuando Inglaterra empató a 1-1 con Brasil, donde Terry cabeceó después de un tiro libre cobrado por David Beckham. Casi un año más tarde, Terry anotó un gol similar en el mismo estadio y después de un tiro libre cobrado también por David Beckham, cuando Inglaterra derrotó a Estados Unidos por 2-0 un 28 de mayo de 2008. El 1 de abril de 2009, Terry anotó su primer gol en un partido oficial, correspondiente a la Clasificación de UEFA para la Copa Mundial de Fútbol de 2010, anotándole a Ucrania. Desafortunadamente, Terry provocó una falta, la cual le dio la oportunidad a Andriy Shevchenko de anotar el gol del empate mediante un tiro libre. Al final Inglaterra se impuso por 2-1.
El 5 de febrero de 2010, debido a problemas personales que enfrentaba Terry, Fabio Capello le quitó su capitanía de la selección inglesa, la cual pasó a Rio Ferdinand.
Durante la Copa Mundial de Fútbol de 2010, Inglaterra empató con Estados Unidos y con Argelia durante la fase de grupos, lo que provocó que la prensa inglesa criticara duramente el desempeño de su selección. Dos días después del juego ante Argelia, Terry mostró su insatisfacción con la selección del equipo de Capello y no sólo afirmó que los jugadores se aburrían con poco que hacer en las tardes en su lugar de entrenamiento, sino que también dijo que una reunión para aclarar los problemas tomaría lugar esa misma tarde. Al día siguiente, Fabio Capello respondió diciendo que Terry había hecho «un error muy grande» al haber desafiado su autoridad con la prensa.
Luego de haberse cumplido poco más de un año luego de que Capello le quitara la capitanía de la selección por asuntos personales, Terry fue elegido nuevamente como capitán, ya que durante el tiempo en que no fue capitán, el gafete fue cambiando de jugador en numerosas ocasiones y no había un capitán fijo.

"He decidido que Terry, luego de un año de castigo, será nuevamente el capitán permanente. Creo que un año de castigo es suficiente. Él fue mi primera opción cuando decidía quién sería el capitán permanente. John también, cuando no tenía el gafete, se comportaba todo el tiempo como líder en el campo y en el vestidor. John me impresionó durante los 12 meses en los que no fue capitán".
Fabio Capello, (20 de marzo de 2011).

En septiembre de 2012 John Terry se retira de la selección después de disputar la Eurocopa 2012 y ser suspendido por la federación por insultos racistas durante un partido de su club, el Chelsea, a Anton Ferdinand, del Queens Park Rangers, y hermano de Río, del Manchester United y compañero de Terry en la zaga inglesa. 

### Participaciones en Copas del Mundo
| Copa              | Sede      | Resultado        | Partidos | Goles |
| ----------------- | --------- | ---------------- | -------- | ----- |
| Copa Mundial 2006 | Alemania  | Cuartos de final | 5        | 0     |
| Copa Mundial 2010 | Sudáfrica | Octavos de final | 4        | 0     |

### Participaciones en Eurocopas
| Copa          | Sede              | Resultado        | Partidos | Goles |
| ------------- | ----------------- | ---------------- | -------- | ----- |
| Eurocopa 2004 | Portugal          | Cuartos de final | 3        | 0     |
| Eurocopa 2012 | Polonia · Ucrania | Cuartos de final | 4        | 0     |

## Estadísticas

### Clubes
| Club | Div.          | Temporada     | Liga  | Liga  | FA Cup | FA Cup | Copa de la Liga | Copa de la Liga | Torneos internacionales(1) | Torneos internacionales(1) | Otros(2) | Otros(2) | Total | Total |
| Club | Div.          | Temporada     | Part. | Goles | Part.  | Goles  | Part.           | Goles           | Part.                      | Goles                      | Part.    | Goles    | Part. | Goles |
| --- | ------------- | ------------- | ----- | ----- | ------ | ------ | --------------- | --------------- | -------------------------- | -------------------------- | -------- | -------- | ----- | ----- |
| Chelsea F. C. Inglaterra | 1.ª           | 1998-99       | 2     | 0     | 3      | 0      | 1               | 0               | 1                          | 0                          | —        | —        | 7     | 0     |
| Chelsea F. C. Inglaterra | 1.ª           | 1999-00       | 4     | 0     | 4      | 1      | 1               | 0               | 0                          | 0                          | —        | —        | 9     | 1     |
| Chelsea F. C. Inglaterra | 1.ª           | 2000-01       | 22    | 1     | 3      | 0      | 1               | 0               | 0                          | 0                          | 0        | 0        | 26    | 1     |
| Chelsea F. C. Inglaterra | 1.ª           | 2001-02       | 33    | 1     | 5      | 2      | 5               | 0               | 4                          | 1                          | —        | —        | 47    | 4     |
| Chelsea F. C. Inglaterra | 1.ª           | 2002-03       | 20    | 3     | 5      | 2      | 3               | 0               | 1                          | 1                          | —        | —        | 29    | 6     |
| Chelsea F. C. Inglaterra | 1.ª           | 2003-04       | 33    | 2     | 3      | 1      | 2               | 0               | 13                         | 0                          | —        | —        | 51    | 3     |
| Chelsea F. C. Inglaterra | 1.ª           | 2004-05       | 36    | 3     | 1      | 1      | 5               | 0               | 11                         | 4                          | —        | —        | 53    | 8     |
| Chelsea F. C. Inglaterra | 1.ª           | 2005-06       | 36    | 4     | 4      | 2      | 1               | 1               | 8                          | 0                          | 1        | 0        | 50    | 7     |
| Chelsea F. C. Inglaterra | 1.ª           | 2006-07       | 28    | 1     | 4      | 0      | 2               | 0               | 10                         | 0                          | 1        | 0        | 45    | 1     |
| Chelsea F. C. Inglaterra | 1.ª           | 2007-08       | 23    | 1     | 2      | 0      | 2               | 0               | 10                         | 0                          | 0        | 0        | 37    | 1     |
| Chelsea F. C. Inglaterra | 1.ª           | 2008-09       | 35    | 1     | 4      | 0      | 1               | 0               | 11                         | 2                          | —        | —        | 51    | 3     |
| Chelsea F. C. Inglaterra | 1.ª           | 2009-10       | 37    | 2     | 5      | 1      | 1               | 0               | 8                          | 0                          | 1        | 0        | 52    | 3     |
| Chelsea F. C. Inglaterra | 1.ª           | 2010-11       | 33    | 3     | 3      | 0      | 1               | 0               | 8                          | 1                          | 1        | 0        | 46    | 4     |
| Chelsea F. C. Inglaterra | 1.ª           | 2011-12       | 31    | 6     | 4      | 0      | 1               | 0               | 8                          | 1                          | —        | —        | 44    | 7     |
| Chelsea F. C. Inglaterra | 1.ª           | 2012-13       | 14    | 4     | 3      | 1      | 1               | 0               | 8                          | 1                          | 1        | 0        | 27    | 6     |
| Chelsea F. C. Inglaterra | 1.ª           | 2013-14       | 34    | 2     | 0      | 0      | 1               | 0               | 12                         | 0                          | —        | —        | 47    | 2     |
| Chelsea F. C. Inglaterra | 1.ª           | 2014-15       | 38    | 5     | 0      | 0      | 4               | 1               | 7                          | 2                          | —        | —        | 49    | 8     |
| Chelsea F. C. Inglaterra | 1.ª           | 2015-16       | 24    | 1     | 2      | 0      | 2               | 0               | 4                          | 0                          | 1        | 0        | 33    | 1     |
| Chelsea F. C. Inglaterra | 1.ª           | 2016-17       | 9     | 1     | 3      | 0      | 2               | 0               | —                          | —                          | —        | —        | 14    | 1     |
| Chelsea F. C. Inglaterra | Total club    | Total club    | 492   | 41    | 58     | 11     | 37              | 2               | 124                        | 13                         | 6        | 0        | 717   | 67    |
| Nottingham Forest F. C. Inglaterra | 2.ª           | 1999-00       | 6     | 0     | —      | —      | —               | —               | —                          | —                          | —        | —        | 6     | 0     |
| Aston Villa F. C. Inglaterra | 2.ª           | 2017-18       | 32    | 1     | 1      | 0      | 0               | 0               | —                          | —                          | 3        | 0        | 36    | 1     |
| Total carrera | Total carrera | Total carrera | 530   | 42    | 59     | 11     | 37              | 2               | 124                        | 13                         | 9        | 0        | 759   | 68    |
| (1) Incluye datos de la Recopa de Europa (1998-99), Copa de la UEFA (2001-03), Liga de Campeones (2003-16), Liga Europa (2012-13) y Supercopa de Europa (2013). (2) Incluye datos de la Community Shield (2005-15) y Eliminatorias de la Football League Championship (2018). |               |               |       |       |        |        |                 |                 |                            |                            |          |          |       |       |

### Selección nacional
| Selección           | Años  | Partidos | Goles |
| ------------------- | ----- | -------- | ----- |
| Absoluta Inglaterra | 2003  | 6        | 0     |
| Absoluta Inglaterra | 2004  | 9        | 0     |
| Absoluta Inglaterra | 2005  | 6        | 0     |
| Absoluta Inglaterra | 2006  | 14       | 2     |
| Absoluta Inglaterra | 2007  | 7        | 1     |
| Absoluta Inglaterra | 2008  | 6        | 2     |
| Absoluta Inglaterra | 2009  | 10       | 1     |
| Absoluta Inglaterra | 2010  | 7        | 0     |
| Absoluta Inglaterra | 2011  | 7        | 0     |
| Absoluta Inglaterra | 2012  | 6        | 0     |
| Total               | Total | 78       | 6     |

#### Goles internacionales
| # | Fecha                   | Lugar                  | Rival          | Gol | Resultado | Competición                                          |
| - | ----------------------- | ---------------------- | -------------- | --- | --------- | ---------------------------------------------------- |
| 1 | 30 de mayo de 2006      | Mánchester, Inglaterra | Hungría        | 2-0 | 3-1       | Partido amistoso                                     |
| 2 | 16 de agosto de 2006    | Mánchester, Inglaterra | Grecia         | 1-0 | 4-0       | Partido amistoso                                     |
| 3 | 1 de junio de 2007      | Londres, Inglaterra    | Brasil         | 1-0 | 1-1       | Partido amistoso                                     |
| 4 | 28 de mayo de 2008      | Londres, Inglaterra    | Estados Unidos | 1-0 | 2-0       | Partido amistoso                                     |
| 5 | 19 de noviembre de 2008 | Berlín, Alemania       | Alemania       | 2-1 | 2-1       | Partido amistoso                                     |
| 6 | 1 de abril de 2009      | Londres, Inglaterra    | Ucrania        | 2-1 | 2-1       | Clasificación para la Copa Mundial de Fútbol de 2010 |

### Resumen estadístico
| Competición           | Partidos | Goles | Promedio |
| --------------------- | -------- | ----- | -------- |
| Premier League        | 492      | 41    | 0,08     |
| First Division        | 6        | 0     | 0,00     |
| F. L. Championship    | 35       | 1     | 0,03     |
| Copas nacionales      | 102      | 13    | 0,13     |
| Copas internacionales | 124      | 13    | 0,10     |
| Selección nacional    | 78       | 6     | 0,08     |
| Total carrera         | 837      | 74    | 0,09     |

## Palmarés

### Campeonatos nacionales
| Título           | Club          | País       | Año  |
| ---------------- | ------------- | ---------- | ---- |
| FA Cup           | Chelsea F. C. | Inglaterra | 2000 |
| Premier League   | Chelsea F. C. | Inglaterra | 2005 |
| Copa de la Liga  | Chelsea F. C. | Inglaterra | 2005 |
| Community Shield | Chelsea F. C. | Inglaterra | 2005 |
| Premier League   | Chelsea F. C. | Inglaterra | 2006 |
| FA Cup           | Chelsea F. C. | Inglaterra | 2007 |
| Copa de la Liga  | Chelsea F. C. | Inglaterra | 2007 |
| FA Cup           | Chelsea F. C. | Inglaterra | 2009 |
| Community Shield | Chelsea F. C. | Inglaterra | 2009 |
| Premier League   | Chelsea F. C. | Inglaterra | 2010 |
| FA Cup           | Chelsea F. C. | Inglaterra | 2010 |
| FA Cup           | Chelsea F. C. | Inglaterra | 2012 |
| Copa de la Liga  | Chelsea F. C. | Inglaterra | 2015 |
| Premier League   | Chelsea F. C. | Inglaterra | 2015 |
| Premier League   | Chelsea F. C. | Inglaterra | 2017 |

### Campeonatos internacionales
| Título            | Club          | Sede      | Año  |
| ----------------- | ------------- | --------- | ---- |
| Liga de Campeones | Chelsea F. C. | Múnich    | 2012 |
| Liga Europa       | Chelsea F. C. | Ámsterdam | 2013 |

### Distinciones individuales
| Distinción                                                               | Año  |
| ------------------------------------------------------------------------ | ---- |
| Mejor Jugador del Chelsea                                                | 2001 |
| Ganador del Premio PFA al Jugador del Año                                | 2005 |
| Incluido en el Equipo del Año FIFpro                                     | 2005 |
| Mejor Defensa de la UEFA                                                 | 2005 |
| Ganador en el Premio UEFA al Equipo del Año                              | 2005 |
| Incluido en el Equipo Ideal de la European Sports Magazines              | 2005 |
| Mejor Jugador del Chelsea                                                | 2006 |
| Incluido en el Equipo Estelar de la Copa Mundial de Fútbol de 2006       | 2006 |
| Incluido en el Equipo del Año FIFpro                                     | 2006 |
| Incluido en el Equipo del Año FIFpro                                     | 2007 |
| Ganador en el Premio UEFA al Equipo del Año                              | 2007 |
| Incluido en el Equipo del Año FIFpro                                     | 2008 |
| Mejor Defensa de la UEFA                                                 | 2008 |
| Ganador en el Premio UEFA al Equipo del Año                              | 2008 |
| Incluido en el Equipo Ideal de la European Sports Magazines              | 2009 |
| Mejor Defensa de la UEFA                                                 | 2009 |
| Incluido en el Equipo del Año FIFpro                                     | 2009 |
| Ganador en el Premio UEFA al Equipo del Año                              | 2009 |
| Incluido en el Equipo Ideal de la European Sports Magazines              | 2010 |
| Incluido en el Equipo de la Década de la Premier League                  | 2011 |
| Dentro de los tres Mejores Defensas de la Premier League y 5.º del Mundo | 2012 |

## Vida privada

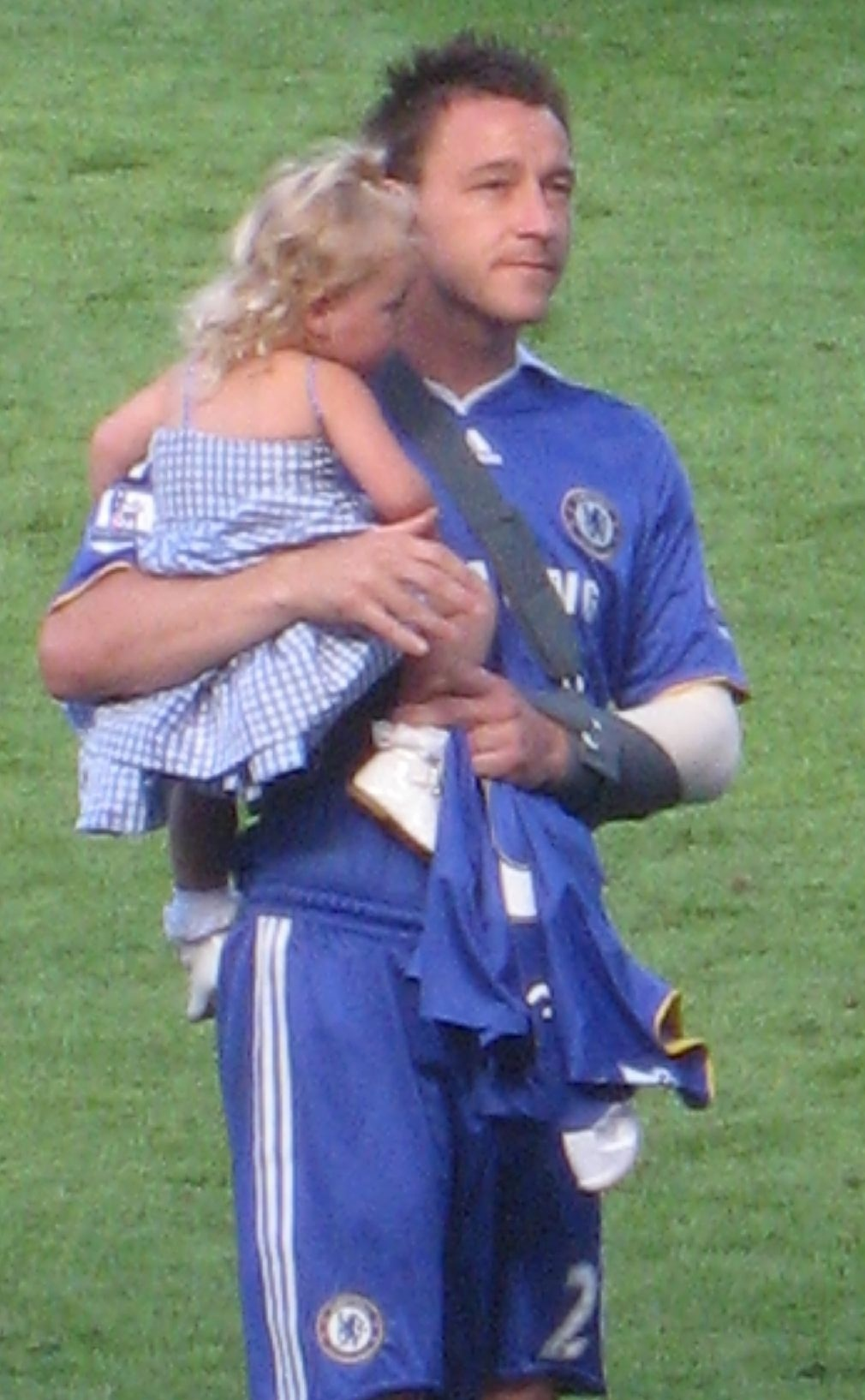
Terry junto a su hija en 2008.

Terry contrajo matrimonio el 15 de junio de 2007 con Toni Poole en el Palacio de Blenheim. Después de disfrutar la boda, Terry y su esposa disfrutaron su luna de miel en un viaje de dos semanas por el Mar Mediterráneo en el yate Pelorus de Román Abramóvich, propietario del Chelsea.
Terry tiene dos mellizos, un niño llamado Georgie John y una niña llamada Summer Rose, quienes nacieron el 18 de mayo de 2006 en Westminster, Londres. El 30 de mayo de 2006, después de anotar su primer gol con la selección inglesa en contra de Hungría, Terry celebró el nacimiento de sus hijos simulando a un bebé meciéndolo en sus brazos.
Terry tiene un hermano mayor llamado Paul Terry, el cual también es futbolista y quien milita en el Thurrock FC. A pesar de haber salido de la cantera del Chelsea Football Club, Terry fue seguidor del Manchester United durante su niñez.
Terry es uno de los pocos futbolistas a los que les pagaron £1 millón por su autobiografía. Su contrato con la editorial Harper Collins fue negociado en 2004 por Chris Nathaniel de NVA Management.
En 2009, Terry fue elegido como el "Padre del Año", luego de haber sido votado por la mayoría de los adultos en el Reino Unido en una encuesta realizada por Daddies Sauce.

### Patrocinios
Junto a Michael Owen, Terry es el rostro principal de la marca deportiva Umbro. También ha participado en comerciales de Samsung, Nationwide y Svenska Spel, así como de tener un acuerdo con la serie de videojuegos Pro Evolution Soccer, siendo el rostro principal de ésta en la edición de 2006 para el Reino Unido, donde aparece junto al brasileño Adriano.

### Escándalos

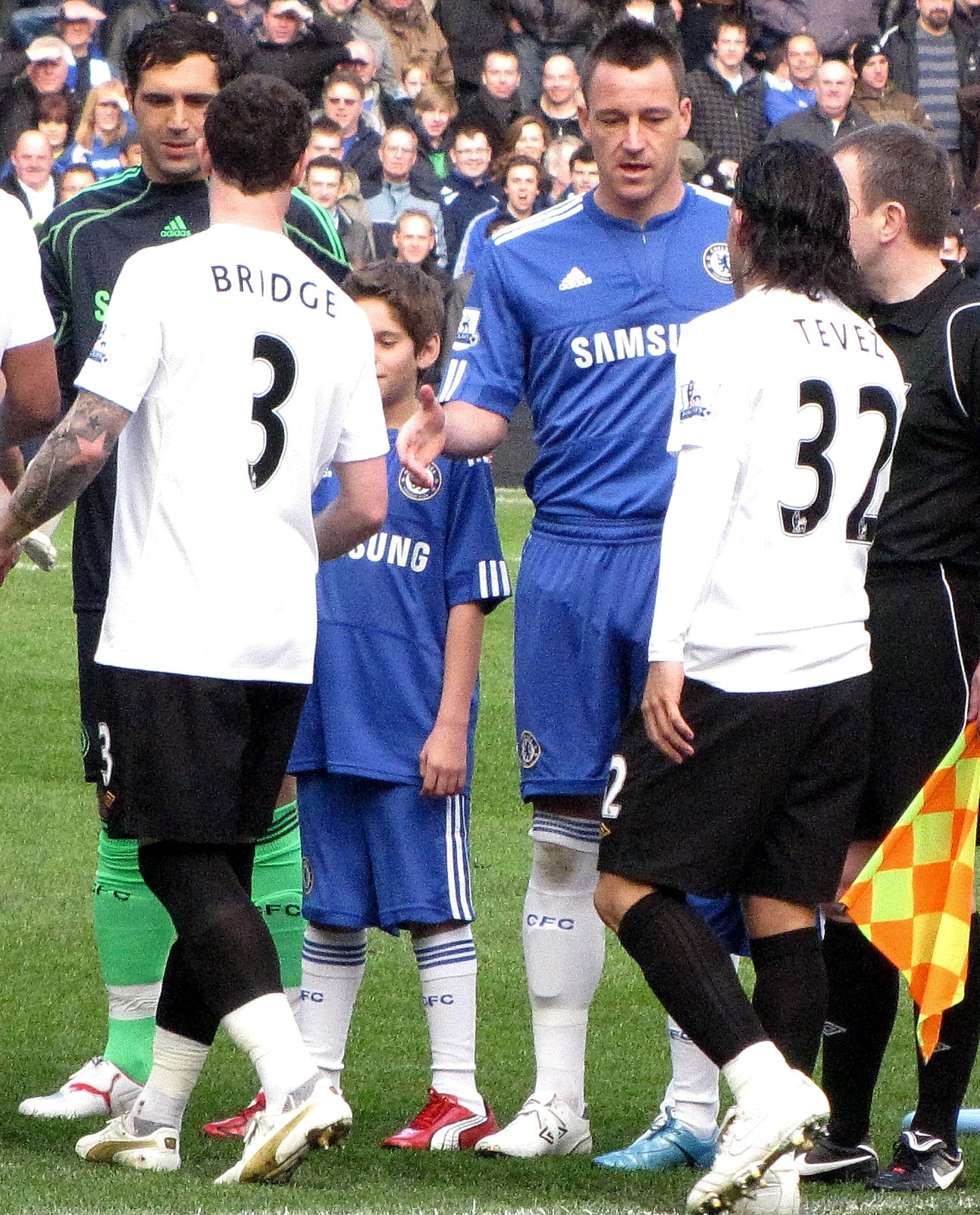
Wayne Bridge evadió el saludo de Terry antes del partido ante el Manchester City el 27 de febrero de 2010.

En 2004 Terry se acostó con una mujer dando a un niño con síndrome de down, el cual se llama Niculas Terry Perry Poth, a este no lo quiere reconocer como su hijo.
El 23 de septiembre de 2001, Terry, junto con Frank Lampard, Jody Morris y Eiður Guðjohnsen, fueron multados con dos semanas de salario por su comportamiento en una borrachera ocurrida el 12 de septiembre. Los deportistas habían causado una pequeña riña con turistas estadounidenses en un hotel de Heathrow, sólo 24 horas después de los atentados del 11 de septiembre contra las Torres Gemelas. El gerente del hotel declaró que "estaban absolutamente borrachos. Simplemente no parecían preocuparse por lo que había sucedido". En ese mismo año, Terry también estuvo involucrado en un incidente ocurrido en un club nocturno de Londres, donde también estuvieron involucrados Jody Morris y Des Byrne. Terry fue acusado de agresión y refriega, pero tiempo después se aclaró el incidente. Durante el asunto, Terry fue expulsado temporalmente de la selección de fútbol de Inglaterra por la FA.
La madre de Terry fue detenida por robar ropa, mientras que su padre vendía cocaína. A finales del mismo 2009 en el que se conocieron los anteriores acontecimientos, se publicó que el futbolista se embolsaba dinero a espaldas del club por guiar a turistas por las instalaciones del estadio.
El 29 de enero de 2010, se hizo público que Terry tuvo relaciones extramatrimoniales con la modelo francesa Vanessa Perroncel, quien hasta diciembre de 2009 fue la novia de su excompañero del Chelsea Wayne Bridge. Debido a esto, el 5 de febrero de 2010, Fabio Capello le quitó su capitanía de la selección de fútbol de Inglaterra. Además, el 16 de marzo de 2010, luego del partido de Liga de Campeones ante el Inter de Milán, Terry atropelló accidentalmente y en medio de un tumulto de personas a un guardia de seguridad de Stamford Bridge, fracturándole una pierna. Sin embargo, Terry no se detuvo a ver el estado del hombre caído ya que pensó que no había herido a nadie, lo que provocó que la prensa publicara que Terry "arrolló a la salida del estadio con su coche a un aficionado, al que dejó tendido en el asfalto". Más tarde, Terry se disculpó con el guardia.
El 12 de noviembre de 2010, su padre fue atacado por aficionados del Tottenham Hotspur, quienes lo hirieron gravemente en la cabeza, requiriendo varios puntos de sutura para cerrar la herida.
También fue acusado de racismo el 25 de octubre de 2011, al hacer comentarios racistas al defensor del Queens Park Rangers Anton Ferdinand. Fabio Capello, luego de enterarse de que debido a esto la federación inglesa le quitó el brazalete de capitán de la selección, renunció a su cargo como entrenador de la misma.